# San Casciano dei Bagni
San Casciano dei Bagni es una localidad italiana de la provincia de Siena, región de Toscana, con 1.707 habitantes. Se encuentra muy cerca del límite con las regiones de Umbría y Lacio. 

Ubicación de la ciudad de San Casciano dei Bagni dentro de la provincia de Siena.

## Historia
La historia de San Casciano está ligada esencialmente a la presencia de aguas termales, con 42 manantiales, una temperatura media de 42 °C y un aporte diario de 5,5 millones de litros (el tercero de Europa en términos de caudal de agua termal).
Según una leyenda, las termas de Balnea Clusina fueron fundadas por Porsenna, rey etrusco de Chiusi. Las termas también fueron populares durante la época romana, siendo visitadas, entre otros, por Augusto y Triaria, la esposa del emperador Vitelio.
En los siglos III al IV existió en San Casciano una iglesia cristiana bajo la advocacción de Santa María ad Balneo. Durante la Edad Media estuvo inicialmente bajo el dominio lombardo, y más tarde bajo los Visconti de Campiglia y la Abadía de San Salvatore. El siglo XIII es el siglo de la recuperación del termalismo y con él también renace San Casciano, gracias también a la proximidad de la Vía Francígena, la importante arteria que conecta Europa, el norte de Italia y Roma. En este período se conoce la desventura del abad de Cluny, secuestrado por Ghino di Tacco cuando venía a San Casciano a tratar sus dolores de hígado y de estómago, como recuerda Boccaccio, en el segundo relato del día X del Decamerón.
Las tropas de San Casciano participaron en la batalla de Montaperti en 1260. El último gobernante Visconti fue Monaldo, quien también fue podestà de Florencia en 1389. San Casciano fue adquirido por la República de Siena en 1412. En la época del Renacimiento, sus termas atraían a visitantes de toda Europa, decayendo a partir del siglo XIX, recuperándose solo a partir de principios del siglo XXI.
El 8 de noviembre de 2022, dentro de la excavación arqueológica de San Casciano dei Bagni, se encontró un depósito de estatuas de la época etrusca y romana que consta de 24 obras grandes, algunas de más de un metro, con inscripciones tanto en lengua etrusca como en latín, cientos de estatuillas votivas y unas 5.000 monedas de oro, plata y bronce. Todos los hallazgos se pueden datar entre el siglo I a. C. y el siglo II. Este descubrimiento se considera el más importante en Italia después del descubrimiento de los bronces de Riace de 1972.

## Evolución demográfica
| Gráfica de evolución demográfica de San Casciano dei Bagni entre 1861 y 2001 |
|                                                                              |
| Fuente ISTAT - Elaboración gráfica por parte de Wikipedia                    |